# Рача, любов моя
«Рача, любов моя» («Rača, láska moja») — радянсько-чехословацький художній фільм 1977 року, знятий режисерами Темуром Палавандішвілі і Йозефом Медведєм на кіностудії «Грузія-фільм».

## Сюжет
Фільм розповідає про дружбу грузинських та словацьких виноградарів. На тлі цієї дружби розвивається головний сюжет фільму — кохання словацької дівчини Дарини та грузинського хлопця Заура.

## У ролях
- Андреа Чундерлікова — Дарина (дублювала О. Чухрай)
- Бадрі Какабадзе — Заурі (дублював С. Захаров)
- Гурам Лордкіпанідзе — Вано (дублював О. Голубицький)
- Бесаріон Хідешелі — Валіко (дублював В. Філіппов)
- Давид Абашидзе — Варлам
- Іполит Хвічія — Силібістро
- Рамаз Чхиквадзе — Апрасіоні, дільничний
- Ян Грешшо — Йозеф-Сосо (дублював В. Грачов)
- Франтішек Папп — Орлик
- Нато Гагнідзе — Манана
- Олдо Гловачек — Франтішек
- Єва Крижикова — мати Дарини
- Александре Купрашвілі — дід Заура
- Карло Саканделідзе — Бегларі, батько Заура
- Вера Стрніскова — дружина Орлика
- Василь Чхаїдзе — Каїхосро, прадід Заура
- Юрай Ковач — епізод
- Йозеф Беднарик — епізод
- Карол Л. Захар — епізод
- Заза Лебанідзе — епізод
- Іван Палух — епізод

## Знімальна група
- Режисери — Темур Палавандішвілі, Йозеф Медведь
- Сценарист — Суліко Жгенті
- Оператори — Тібор Біат, Дудар Маргієв
- Композитори — Джансуг Кахідзе, Светозар Страчина
- Художники — Шота Гоголашвілі, Мілош Каліна